# Politique aux Philippines
Les Philippines sont une république présidentielle où le président est à la fois chef de l’État et chef du gouvernement. Le pouvoir exécutif est aux mains du gouvernement tandis que le pouvoir législatif est partagé entre le gouvernement et les deux chambres du parlement.
Le système gouvernemental des Philippines est inspiré du système américain. La constitution de 1987, adoptée sous le régime de Corazon Aquino, rétablit un système présidentiel avec un pouvoir législatif bicaméral et un pouvoir judiciaire indépendant.

## Histoire politique

### Structure pluraliste (1898-1972)
En 1898, les États-Unis entrent en compétition avec les puissances européennes encore maîtresses du monde. La crise, qui couvait entre Washington et Madrid, éclate en 1898. Le 24 avril, l’Espagne déclare la guerre aux États-Unis. Plusieurs affrontements militaires se succèdent.
À Manille, les jeunes représentants de l’élite propagent des idées révolutionnaires. La société secrète de Katipunan s’est donné pour objectif d’unifier la nation et d’accéder à l’indépendance, au besoin par la force. Ils comptent sur les Américains pour leur prêter main-forte. Le 19 août 1896, ils tentent un coup de force dans la capitale. Le 12 août de la même année, les Espagnols signent un protocole de paix avec les Américains à Paris. Le lendemain, les dernières troupes espagnoles de Manille se rendent sans résistance. Le transfert de souveraineté des Philippines aux mains des Américains est officialisé par la signature du traité de Paris le 10 décembre.
Après la victoire de l’amiral de l’US Navy, George Dewey le 1er mai 1898, les Américains ne comptent pas quitter le territoire. À la suite de ce malentendu, des tensions entre la puissance coloniale et les Philippins apparaissent. Les Philippins refusent de reconnaître l’autorité de cette nouvelle puissance imposante.
La première république Philippine est proclamée le 12 juin 1898 par le général Aguinaldo. Cette proclamation marque la première forme d’indépendance des Philippins envers les Espagnols. Les États-Unis souhaitent apaiser les tensions tout en gardant un contrôle sur leur nouveau territoire. Pour atteindre plus facilement leurs objectifs de contrôle, ils fragmentent leur pouvoir avec les élites philippines locales. Une classe d’oligarchie terrienne fidèle sera créée. Les terres qui appartenaient autrefois au clergé espagnol leur seront distribuées. Une deuxième stratégie consiste à offrir un accès privilégié au marché des États-Unis, très protectionniste à l’époque.
Les États-Unis vont mettre en place des institutions calquées sur leur modèle. Entre 1902 à 1907, le pouvoir législatif est exercé par une commission nommée par le Président des États-Unis. Après cette période transitoire, un parlement bicaméral est créé. Il se compose de la Commission des Philippines dont les membres sont nommés par le Président américain, et de l’Assemblée des Philippines, élue par les Philippins. En 1916, la Commission des Philippines disparaît pour être remplacée par un Sénat élu. Les grandes familles profitent de ces structures pour exercer leur pouvoir à Manille, tout en maintenant un pouvoir local. Les postes élus sont multipliés à un niveau municipal et local ce qui permet à chaque famille de placer ses membres dans ces postes. 
La domination américaine va s’assouplir progressivement et les Philippines vont pouvoir faire valoir leurs aspirations d’indépendance à nouveau à travers la loi Tydings-McDuffie de 1934. Cette loi promet l’adoption d’une constitution et l'indépendance très prochaine du pays.
Le débarquement des forces japonaises en 1941 marque un arrêt brutal aux aspirations américaines et philippines. La transition progressive des Philippins vers l'indépendance est stoppée. En 1944, après trois ans d’occupation du territoire, les forces américaines du général MacArthur chassent l’armée japonaise. L’occupation japonaise aura finalement eu peu d’impact sur les mesures initiées vers l’indépendance.
Le retour des États-Unis permet l'instauration d'une constitution en 1946. Elle est accordée sous plusieurs conditions que doivent respecter les Philippins. Cette constitution est calquée sur le régime présidentiel américain. Elle établit un régime présidentiel dans le cadre duquel le président est élu au suffrage universel pour quatre ans. Il ne peut pas mener plus de deux mandats de quatre ans consécutifs. Elle reconnaît les droits politiques, les libertés fondamentales et met en place une commission électorale chargée de surveiller les élections. 
Entre 1946 et 1972, s’ouvre une période de démocratie instable et chaotique. La démocratie est fragilisée par les conflits entre la paysannerie et les élites mestizos. Mangsaysay (1953-1957), non issue de l’oligarchie terrienne déplace les paysans vers le Sud pour qu’ils aient des terres. L’Église apporte son soutien au système oligarchique. Dans les années 1960, ce système entre en crise ; l’écart entre la masse et les élites se creusant.
Ferdinand Marcos est élu en 1965 puis réélu en 1969. Il souhaite centraliser le pouvoir. Il déclare la loi martiale en 1972, après un faux attentat fait avec la complicité du ministre de la Défense. La répression de nombreux étudiants fait entrer l’année 1972 dans l’ère maximaliste.

### Structure maximaliste (1972-1986)
Marcos justifie la déclaration de la loi martiale avec l’idée de créer une nouvelle société. Cela comprend des éléments progressifs pour lui assurer une certaine légitimité. Avec l’appui des États-Unis, il met en place des réformes agraires en six jours pour répartir les terres et s’assurer du soutien de la population. Il élimine ses compétiteurs en nationalisant les grandes plantations de sucre et de coco, dont ses amis prennent le contrôle. Beaucoup d’anciens propriétaires s’exileront aux États-Unis. 
Marcos créera également son propre parti (KBL) avec des assemblées populaires pour isoler ses opposants. 
L’armée est renforcée. Elle contrôle les médias et l’industrie du fer. Les militaires s’enrichissent car ils sont favorisés par le régime. Dans cette optique, les citoyens doivent remettre leurs armes, accordant le monopole de la violence aux militaires. 
Le gouvernement Marcos bénéficie de la guerre froide et de la guerre du Viêt Nam pour maintenir son pouvoir, car il est soutenu par les États-Unis. 
En 1983, Benigno Aquino, leader de l'opposition de la présidence de Marcos, est exécuté. En plus de la population étudiante et ouvrière, l’Église s’oppose également au pouvoir de Marcos. En 1985, les États-Unis cessent de soutenir Marcos qui tombera complètement en 1986.

## Pouvoir exécutif
| Fonction        | Nom                  | Parti     | Depuis       |
| --------------- | -------------------- | --------- | ------------ |
| Président       | Ferdinand Marcos Jr. | PFP       | 30 juin 2022 |
| Vice-présidente | Sara Duterte         | Lakas-CMD | 30 juin 2022 |

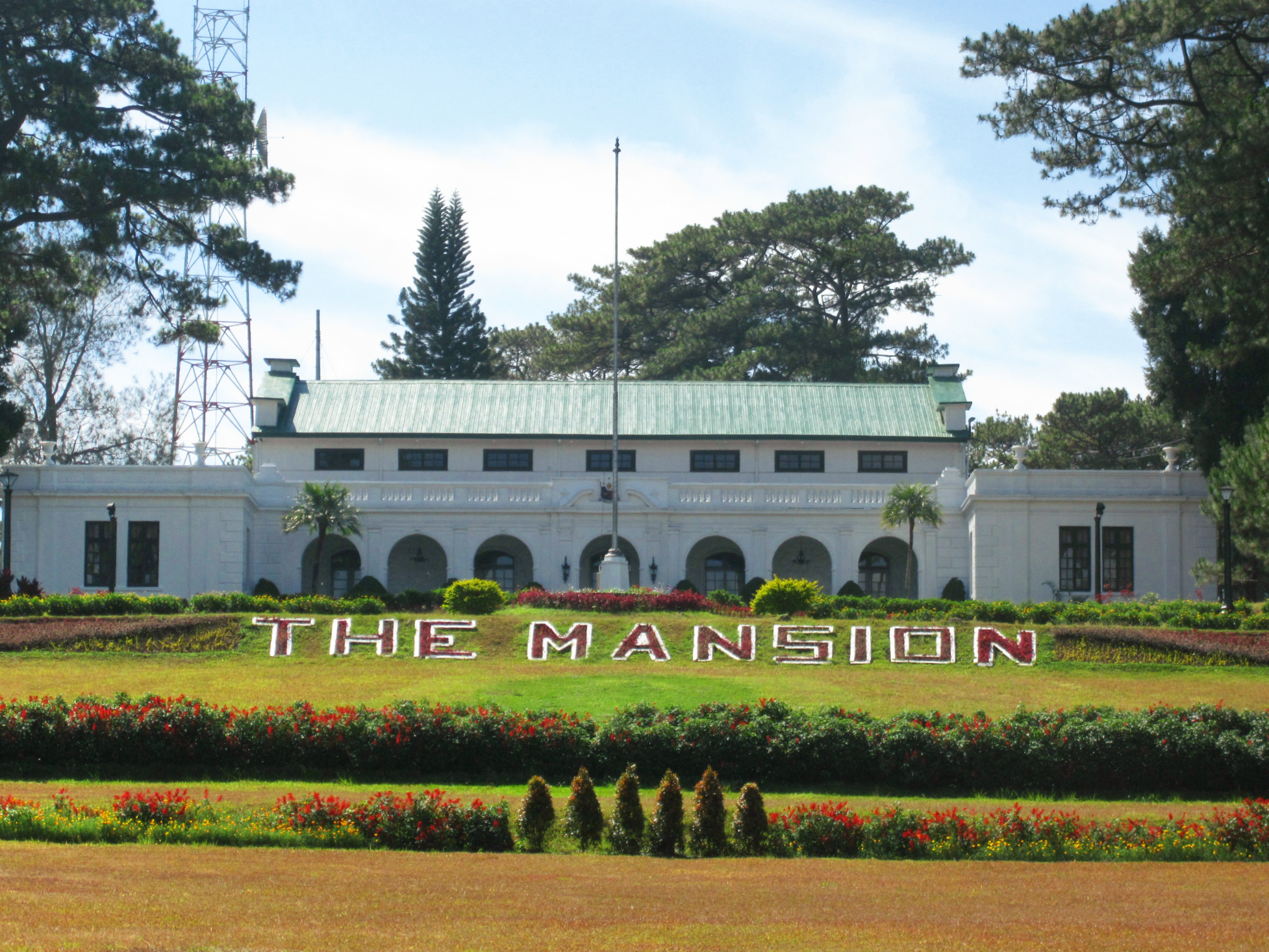
Résidence d'été du président des Philippines.

Le président, élu au suffrage populaire pour un mandat de six ans, cumule les charges de chef de l'État, chef du gouvernement, et commandant en chef des forces armées. Il nomme et peut démettre les ministres. Il ne peut pas se présenter pour un nouveau mandat, sauf dans le cadre d'une succession constitutionnelle et s'il est en poste depuis moins de quatre ans.
Le vice-président est également élu au suffrage universel. Bien que ce ne soit pas toujours le cas, il fait généralement partie du cabinet présidentiel.

## Pouvoir législatif
Le pouvoir législatif philippin est formé par le Congrès qui est composé de deux chambres : le Sénat et la Chambre des représentants. Les membres des deux chambres sont élus au suffrage universel.
Le Sénat compte 24 membres élus sans circonscriptions pour un mandat de six ans. Ils peuvent se représenter une fois.
La Chambre des représentants compte 250 membres, dont 206 sont élus par le peuple dans des circonscriptions à siège unique. Les 44 membres restant sont élus selon un système complexe de listes présentées par les partis. Tous sont élus pour un mandat de trois ans et peuvent se représenter deux fois consécutivement. Si un ou plusieurs sièges sont vacants en cours de législature, la chambre peut décider d’organiser une élection partielle. Les candidats élus siègent pour la fin de la législature, ce qui est décompté comme un mandat complet.
Quelque 40 % des parlementaires appartiennent à des dynasties politiques, l'un des taux les plus élevés au monde avec la Thaïlande.

## Pouvoir judiciaire
La Cour suprême est la plus haute instance judiciaire des Philippines. Le président et les 14 juges sont nommés par le président sur recommandation du Conseil judiciaire.

## Rôle de l'Église
La Conférence des évêques catholiques des Philippines joue un rôle politique important dans ce pays majoritairement catholique. En 2001, le magazine américain Fortune qualifia le cardinal Sin, archevêque de Manille, de l'une des dix personnes les plus puissantes d'Asie : en effet, deux présidents, Ferdinand Marcos, en 1986 et Estrada en 2001 furent chassés du pouvoir quand celui-ci le demanda publiquement.